# Édouard Cadol
Victor Édouard Cadol, född den 11 februari 1831 i Paris, död den 1 juni 1898 i Asnières, var en fransk publicist och dramatiker.
Cadol uppträdde 1864 med sitt första självständiga teaterstycke, komedin La germaine, vilken dock – liksom hans nästföljande arbeten av samma slag – inte gjorde någon större lycka. Han hade egentligen endast en stor framgång, nämligen med lustspelet Les inutiles (1868; "De onyttige"), vilket i Paris uppfördes 200 gånger i rad. Cadol är även författare till noveller: Contes gais (1867), Rose, splendeurs et misères de la vie théatrale (2:a upplagan 1873) och Marguerite Chauveley (1878).